# Steven Hammell
Steven Hammell (født 18. februar 1982 i Rutherglen, Skotland) er en skotsk tidligere fodboldspiller (venstre back). Han spillede én kamp for det skotske landshold, en venskabskamp mod Sverige i 2004.
På klubplan tilbragte Hammell næsten hele sin karriere, i alt 17 år, hos Motherwell i hjemlandet. Han nåede at spille næsten 500 ligakampe for klubben, og havde desuden et ophold på to sæsoner i England hos Southend.